# Добрый Сот
Добрый Сот — село в Спасском районе Рязанской области, входит в состав Перкинского сельского поселения. 

## География
Село расположено на берегу реки Проня в 2 км на юг от центра поселения села Перкино и в 32 км на юго-запад от районного центра города Спасск-Рязанский. 

## История
Добрый Сот принадлежит к древнейшим заселенным местам Рязанского княжества и упоминается в летописи под 1207 годом. Разрушенный наравне с прочими городами Рязанскими в 1237 году Батыем, Добрый Сот в Пронских приправочных книгах 1597-98 годов упоминается уже в качестве села с церковью Егория Стростотерица. По писцовым книгам князя Ивана Львова 1628-29 годов Добрый Сот значится за Львом Прокофьевым Лепуновым. Деревянная Георгиевская церковь с колокольней в селе построена была в 1760 году. В 1821 году церковь была покрыта и обита новым тесом на средства помещика Ивана Боленса, в 1881 году в ней были произведены капитальные перестройки с устроением под всем зданием каменного фундамента и обшивкой наружных стен. 
В XIX — начале XX века село входило в состав Перевлесской волости Пронского уезда Рязанской губернии. В 1906 году в селе было 125 дворов.
С 1929 года село являлось центром Добросотского сельсовета Спасского района Рязанского округа Московской области, с 1937 года — в составе Рязанской области, с 1957 года — в составе Перкинского сельсовета, с 2005 года — в составе Перкинского сельского поселения.

## Население
| 1859 | 1897 | 1906  | 2010 |
| ---- | ---- | ----- | ---- |
| 414  | ↗805 | ↗1060 | ↘224 |